# Cheilosia armeniaca
Cheilosia armeniaca är en tvåvingeart som beskrevs av Stackelberg 1960. Cheilosia armeniaca ingår i släktet örtblomflugor, och familjen blomflugor.
Artens utbredningsområde är Armenien. Inga underarter finns listade i Catalogue of Life.